# Drassodes oreinos
Drassodes oreinos är en spindelart som beskrevs av Maria Chatzaki 2002. Drassodes oreinos ingår i släktet Drassodes och familjen plattbuksspindlar. Inga underarter finns listade i Catalogue of Life.